# Geodena brunneomarginata
Geodena brunneomarginata es una especie de polilla de la familia Geometridae, descrita por primera vez por el entomólogo alemán Timm Karisch en 2003, con distribución endémica en Etiopía. La localidad tipo fueron las montañas Bale, en el sector Karcha, a nivel del bosque Harenna.